# Varanus togianus
Varanus togianus  — вид ящірок родини Варанові (Varanidae).

## Поширення
Вид є ендеміком островів Тогіан біля острова Сулавесі в Індонезії.